# 余市岳
余市岳（よいちだけ）は、北海道余市郡赤井川村と札幌市南区定山渓とにまたがる山。近隣の朝里岳・白井岳と合わせて「余市三山」と称される。
標高は1488メートルで、札幌市の最高峰にあたる。道南全体まで見渡しても、羊蹄山と狩場山に次ぐ3番目の高峰である。

## 名称について
山名は、余市川の源流があることに由来する。
山田秀三は「余市」の語源として、アイヌ語のユオヲチ（温泉のあるところ）やイオチ（蛇の多くいるところ）を挙げている。

## 地形と地質
余市岳は第四紀更新世に活動したと考えられる火山のひとつである。山体を形成した火山は、朝里岳火山よりも新しいものであるらしく、標高1000メートル以上に分布している。また下位には、熱水変質を受けた安山岩が広がっている。
朝里岳からは広い山頂緩斜面が続いているが、余市岳の近くで東側が大きく滑落したため、幅150メートル以下まで狭まっている。
余市岳は、赤井川村側に流れる余市川と、札幌市側へと流れる右股川の分水嶺をなしている。右股川の周辺には、地すべりで形成された沼や湿地が見られる。

## 登山ルート
登山自体を目的として登られた北海道の山としては初期に属しており、1920年（大正9年）、スキー登山によって登頂された。当時は北面の赤井川村側から登られていたという。
1927年（昭和2年）にヘルヴェチア・ヒュッテが建設されると、余市三山に対するベースとして機能するようになったが、総じて余市岳を訪れる者は少なく、札幌近郊の静かな山域として残されていた。
しかし1980年代になると周辺の開発が急速に進み、キロロリゾートの完成によって、余市岳を取り巻く環境は大きく様変わりすることになった。

### ゴンドラコース
キロロの朝里岳パノラマゴンドラが運行されている時季に限るが、ゴンドラ山頂駅が建つ標高1185メートルから登山を開始することができる。
駅の正面ではなく、少々わかりづらい位置にある登山口から、深い雨裂の刻まれた登山道が背の高い笹の中へと延びている。200メートルほど進むと旧展望台があるが、「飛行場」と呼ばれるほど平坦な地形のため、眺望はあまりよくない。
深い笹のせいで視界はないが、500メートルおきに標識が設けられているので、進み具合の目安になる。やがて余市岳が正面に見えるようになると、赤井川コースと合流する。
いったん余市岳北東コルまで下って白井川右股コースと合流したのち、山頂への急斜面へと取りつく。ダケカンバがまばらに生えた笹の尾根からハイマツ帯に突入すると、傾斜も緩やかになる。
ハイマツ廊下を抜けた先には、山火事跡の枯れたハイマツ群落の中にケルンと観音像が建っているが、この場所は山頂ではない。さらに南西に500メートル進んだ地点が、真の山頂である。

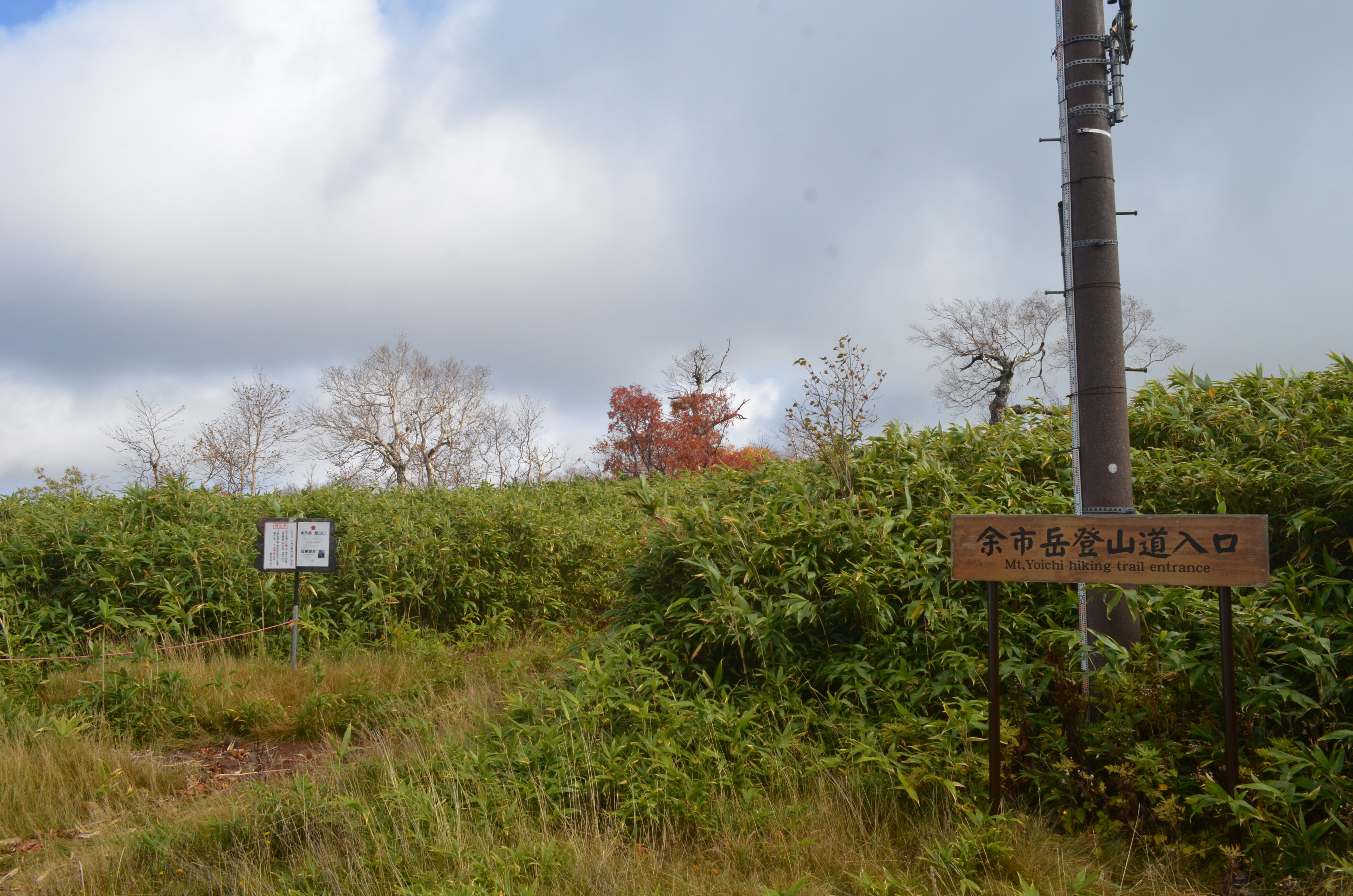
ゴンドラコースの登山口
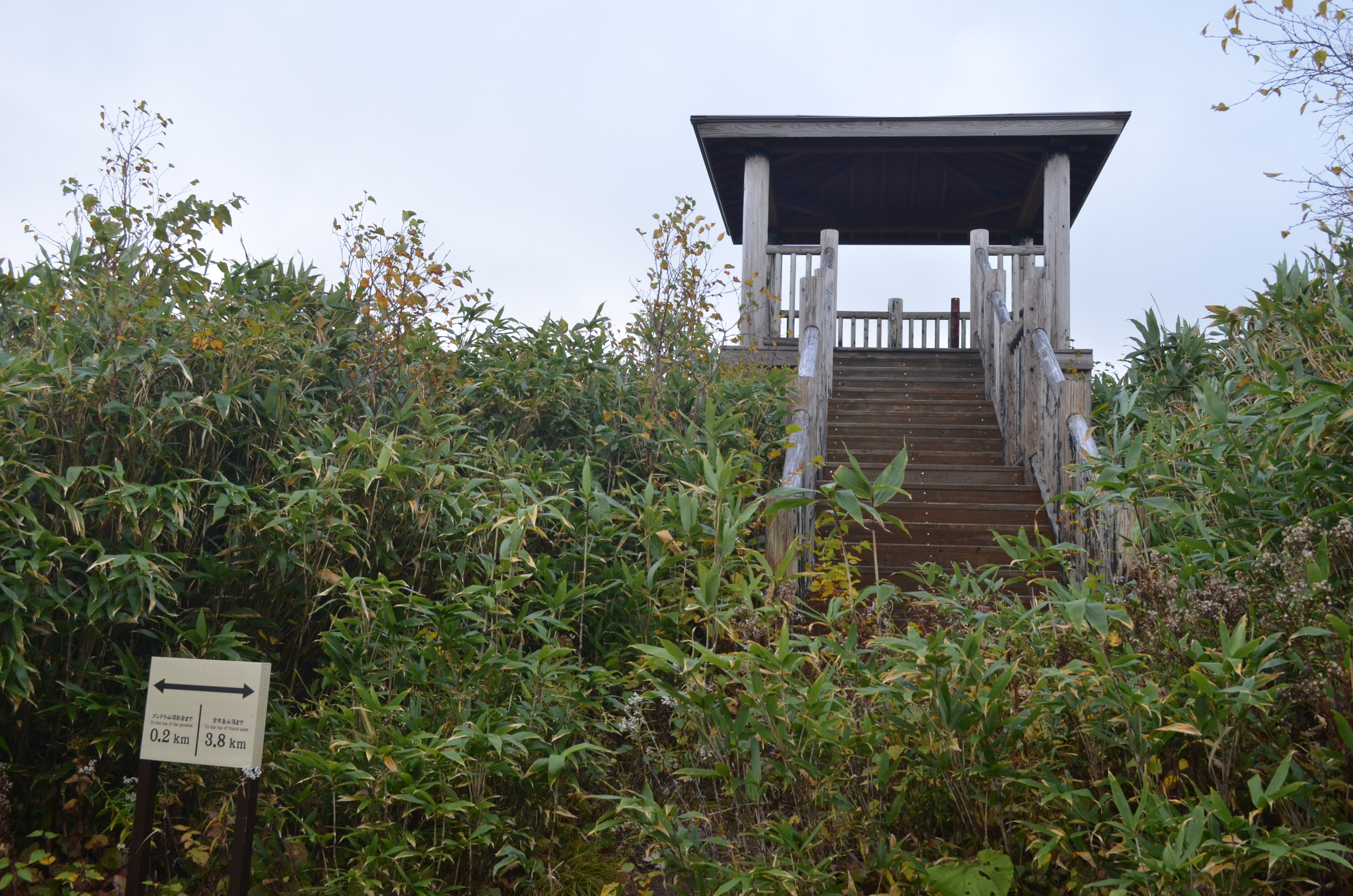
旧展望台

### 赤井川コース
キロロ施設群の最奥に建つホテル「シェラトン北海道キロロリゾート」の右側に、林道ゲートがある。そこから1時間ほど歩いてたどり着く林道の終点が、登山口となっている。
朝里第1リフトの下をくぐり、余市川の源流である沢沿いの荒れた道を進む。右岸からやがて飛び石伝いに左岸へと渡り、傾斜の緩い作業道の跡をたどると、急斜面に差し掛かる。
坂の上のダケカンバ帯を進み、ハイマツが現れるころに、ゴンドラコースへと合流する。

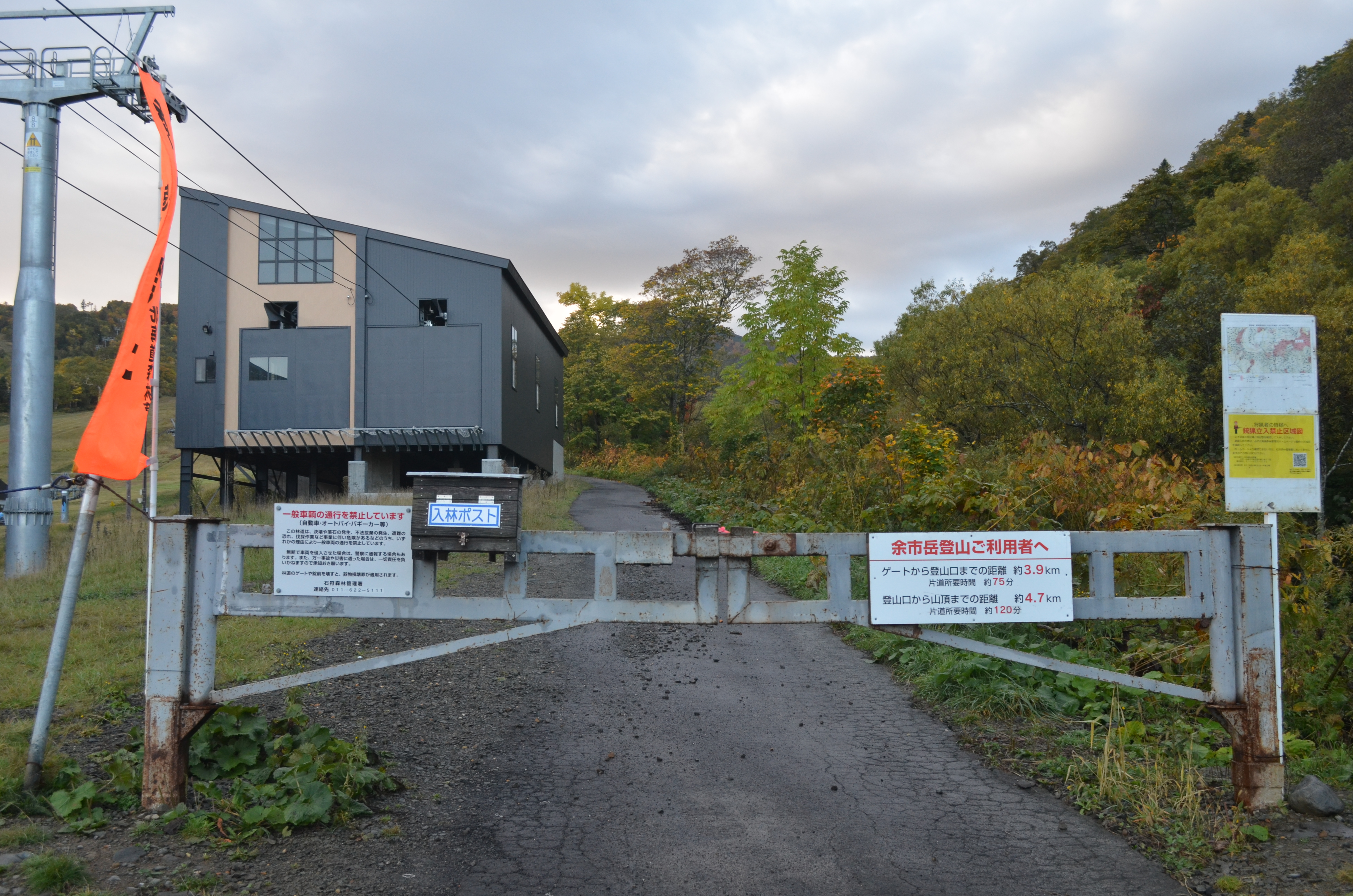
登山口に続く林道ゲート
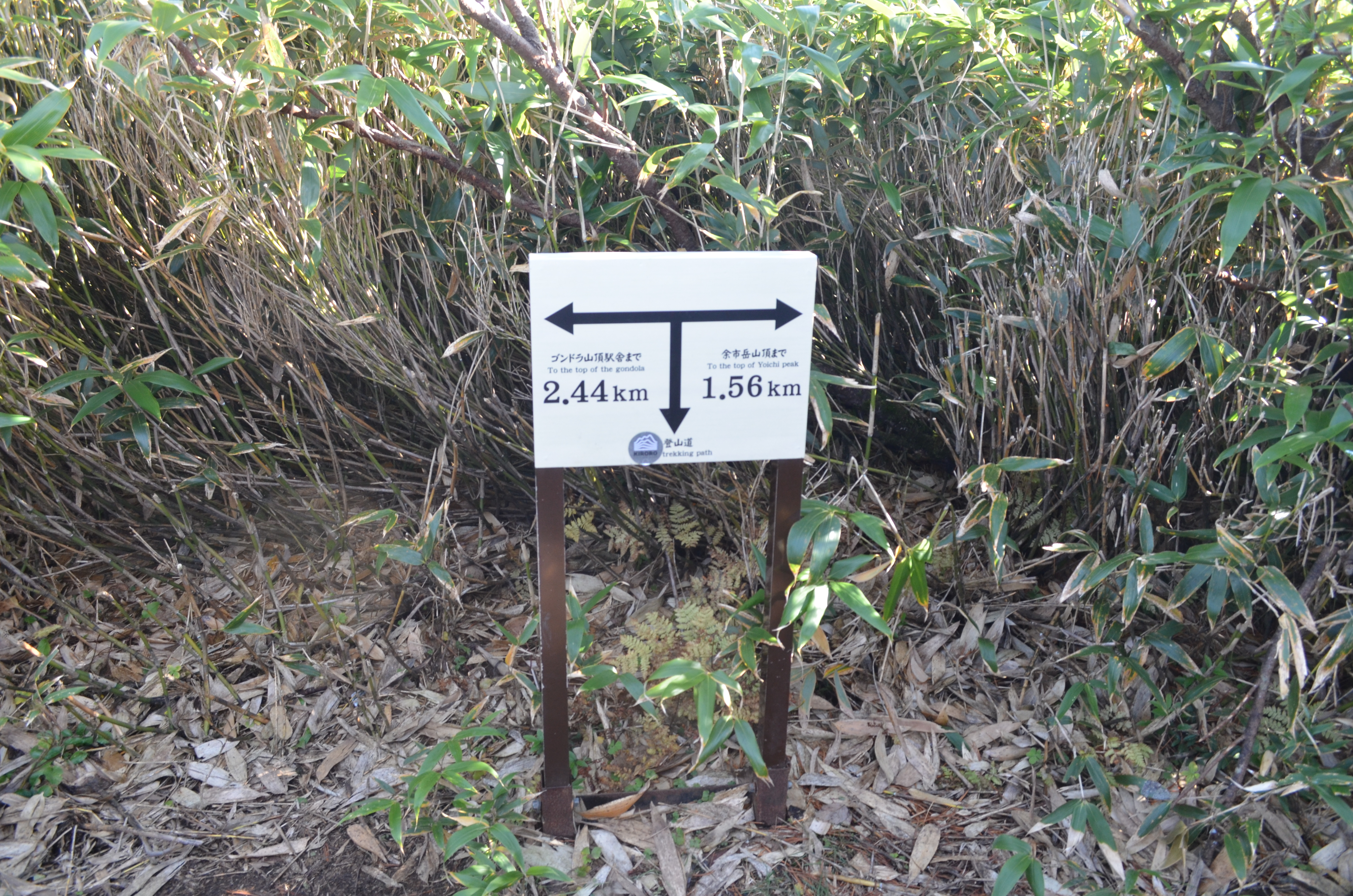
赤井川コース・ゴンドラコースの分岐点

### 白井川右股コース
札幌市側からの登山ルートは、定山渓温泉から北海道道95号京極定山渓線を西に進んだ先、右股橋で白井川を渡った地点にある「天狗小屋」から始まる。
林道を1キロメートルほど歩いて二股橋を渡り、東側の右股川に沿っていくと、やがて整備された林道は終わり、草の茂る林道跡へと変わる。
焼失した白井小屋への分岐を過ぎたあたりが登山歩道入口となっているが、数年に一度ボランティアの手で草刈りが行われる程度のルートのため、常に快適な山歩きができるとは限らない。前半は古い造林道を利用したもののため分岐が多くて迷いやすく、そのうえ湿地のような部分が多いので足を取られることもある。
932メートルコルの付近から、周囲は針葉樹とダケカンバの林となる。沢を2本越えて、余市岳北東コルへとトラバースし、赤井川からのコースと合流する。

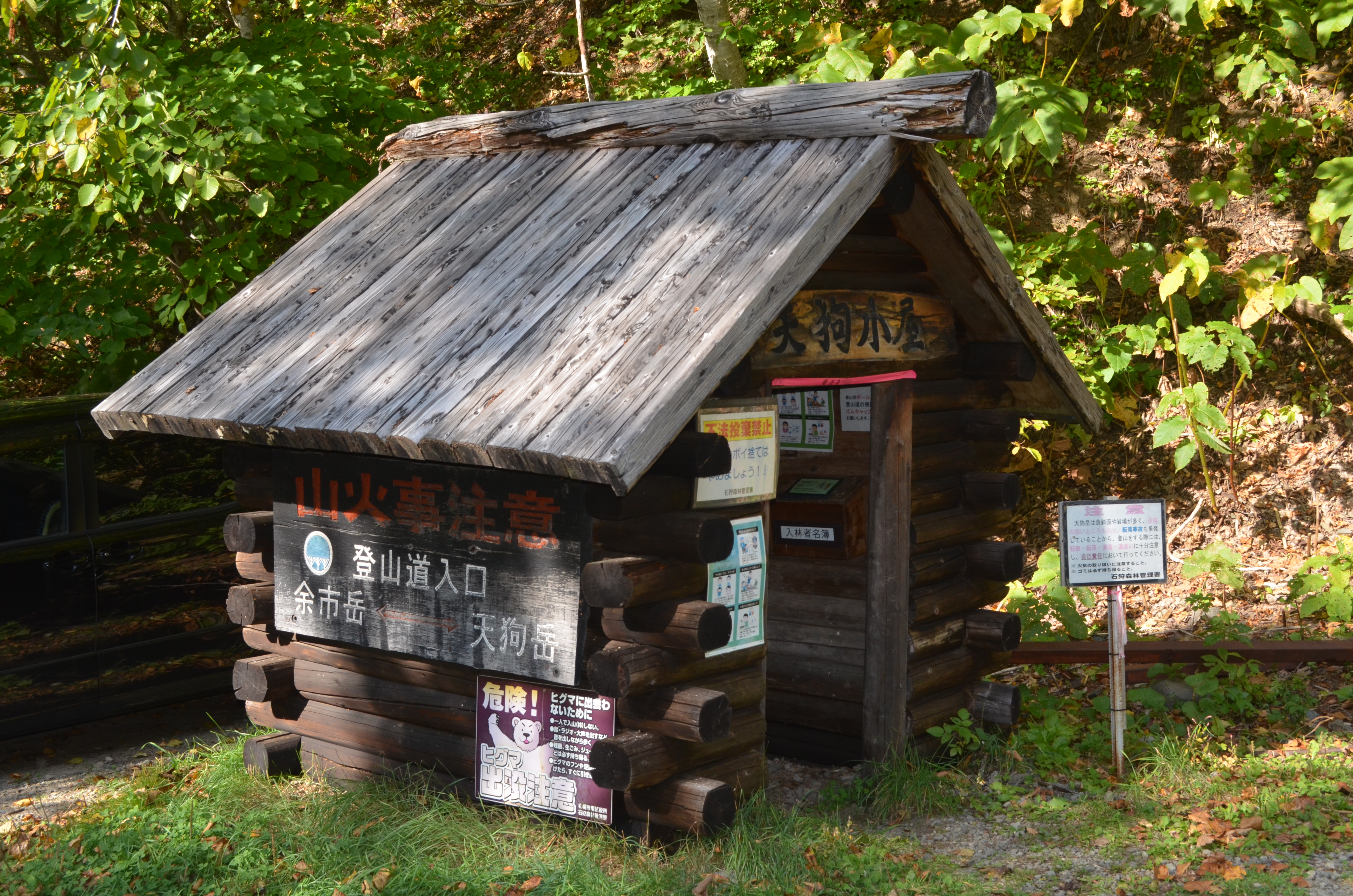
天狗小屋
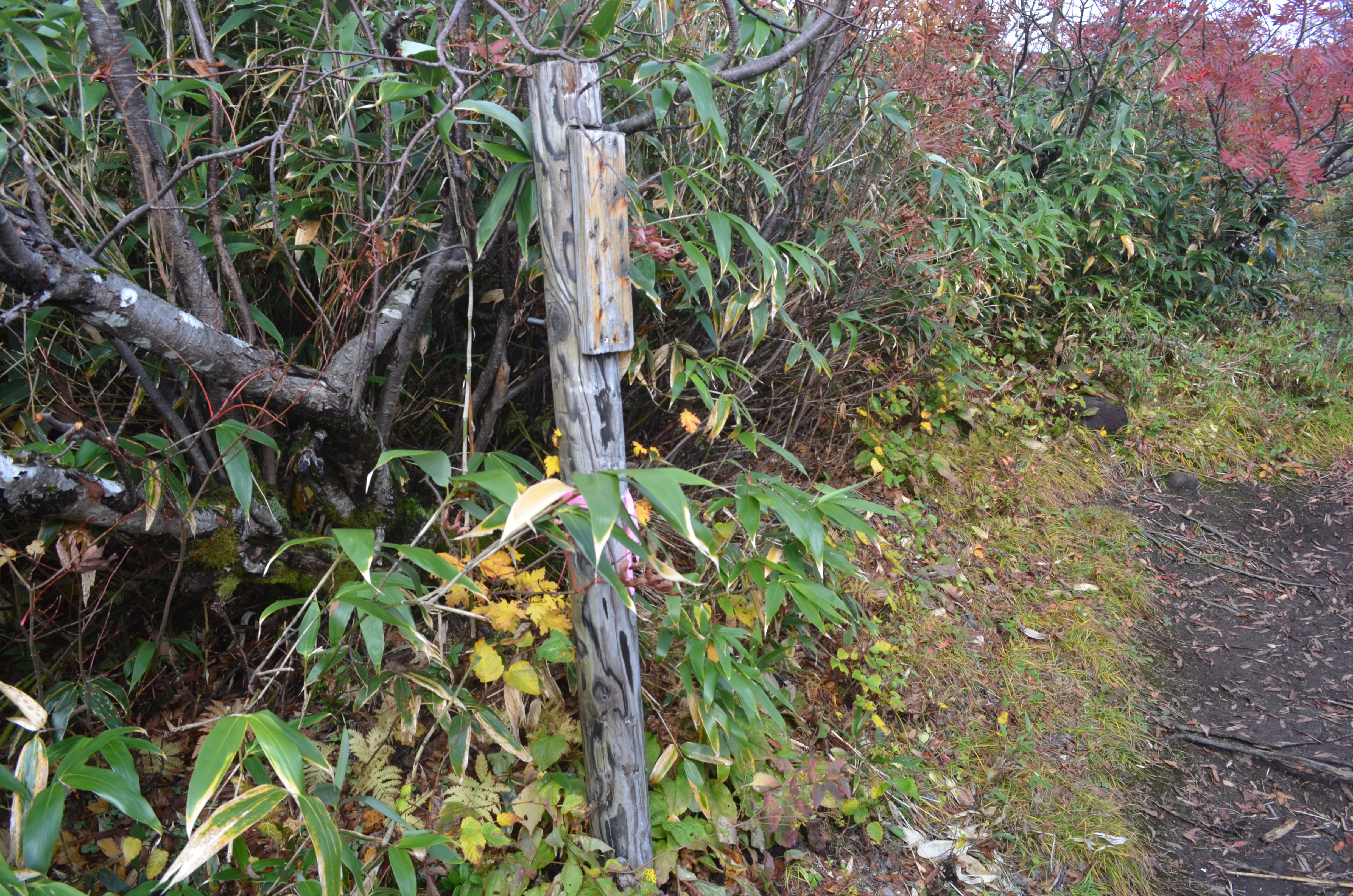
白井川右股コース・赤井川コースの分岐点

## 山小屋
かつて定山渓の奥深く、右股川とヒクタ沢の出会いのあたりに、白井小屋という山小屋があった。1952年（昭和27年）、北海道庁林務部によって建てられ、その後は札幌医科大学が管理していた。
往時は冬季にスキーで崖崩れした運材道路をへつり、スノーブリッジを利用してようやくたどり着くことができ、余市岳へのアタックや朝里岳への縦走によく利用されたという。余市岳への夏道「白井川右股コース」が開削されてからは、夏季の利用者も増えた。
2013年（平成25年）に白井小屋が不審火で焼失したのちは、登山ルートからの分岐道も薄れてしまい、注意することで痕跡を認める程度となっている。